# Сартынья
Сартынья — деревня в Берёзовском районе Ханты-Мансийского автономного округа Тюменской области России. Входит в сельское поселение Саранпауль.

## География
Деревня расположена на правом берегу реки Северной Сосьвы, в месте впадения в неё одноимённой реки Сартыньи. Высота над уровнем моря 14 м.

## Население
| 2010 |
| ---- |
| 38   |

Численность населения 38 жителей на 2010 год. Национальная деревня манси. В деревне 35 домов. Жители занимаются ловом рыбы.

## Инфраструктура
Действует рыболовная община «Рахтынья». Электричеством обеспечивается от дизель-генератора. Имеется библиотека. Установлен памятник воинам, погибшим во время Великой Отечественной войны.

## Уличная сеть
В деревне 2 улицы и 2 переулка.